# Johan Arendt Bellman (1707–1765)
Johan Arendt Bellman, född 22 juni 1707 i Uppsala, död 27 december 1765 i Vårdinge, var en svensk ämbetsman. Han var son till Johan Arendt Bellman (1664–1709) och far till skalden Carl Michael Bellman.
Bellman var sekreterare i slottskansliet i Stockholm, senare titulärlagman. Han var ägare till Visbohammars herrgård i Vårdinge.

## Familj
Bellman gifte sig 5 oktober 1738 i Maria Magdalena församling med Catharina Hermonia (1717–1765). Hon var dotter till kyrkoherden Michael Hermonius och Christina Arosell. De fick tillsammans barnen Carl Michael Bellman (född 1740), Catharina Christina Bellman (född 1741), Lovisa Ulrika Bellman (född 1745), Johan Arendt Bellman (född 1750), Fredrika Eleonora Bellman (född 1751) som var gift med assessorn Georg Stiernhoff, Maria Elisabeth Bellman (född 1753) som var gift med läkaren Johan Pihlgren, Gustaf Fredrik Bellman (född 1758) och Adolf Ulrik Bellman (född 1760).